# Envidia de la física
El concepto de envidia de la física se emplea para cuestionar la forma en que algunos académicos en disciplinas como las ciencias sociales, humanidades, artes liberales, filosofía y administración de empresas abordan sus investigaciones y escritos.Esta crítica sostiene que, en un esfuerzo por parecer más "rigurosos" y científicos, estos campos a menudo adoptan un lenguaje excesivamente técnico y fórmulas matemáticas complejas, imitando el estilo de las ciencias naturales, como la física, que se basa en gran medida en las matemáticas.

## Fondo
El notable éxito de la física al incorporar las matemáticas, especialmente desde la publicación de los Principia Mathematica de Isaac Newton, ha sido visto como excepcional y, a menudo, desproporcionado en comparación con otras áreas de investigación. El término "envidia de la física" refleja la percepción de que algunos académicos en disciplinas como la economía y la psicología sienten cierta admiración (o incluso frustración) por la precisión que las matemáticas brindan a los principios fundamentales en física. Esta expresión se usa para criticar el intento de estas disciplinas de presentar sus ideas básicas en términos matemáticos, lo que a menudo se ve como un enfoque excesivamente reduccionista.
El biólogo evolucionista Ernst Mayr aborda el desafío de reducir la biología a una base matemática en su obra What Makes Biology Unique?.Del mismo modo, Noam Chomsky explora tanto las posibilidades como las limitaciones de esta reducción en su ensayo Mysteries of Nature: How Deeply Hidden.Chomsky, reconocido por su influencia en el desarrollo de la lingüística teórica, ha hecho contribuciones significativas a esta disciplina, considerada una ciencia formal.

## Ejemplos
A menudo se critica a las ciencias sociales por tener una especie de complejo de inferioridad relacionado con esta "envidia de la física". Esto se observa cuando algunos investigadores adoptan una visión distorsionada de las ciencias naturales para intentar aplicar sus métodos a las ciencias sociales. Un ejemplo de esto es el enfoque positivista, que intenta replicar el rigor matemático propio de disciplinas como la física.Esta tendencia también se refleja en estudios de estrategia empresarial, como el modelo de estructura estratégica propuesto por el historiador Alfred Chandler Jr., quien argumenta que las empresas deben analizar su entorno para definir estructuras adecuadas para implementar sus estrategias.Chandler también señaló una conexión importante entre los graduados en matemáticas, física e ingeniería y el desarrollo de enfoques más sistemáticos en la planificación estratégica.
En el campo de la inteligencia artificial, algunos proyectos pueden parecer aislados y limitados en comparación con la física, debido a su enfoque en ideas específicas y a la naturaleza iterativa de sus hipótesis y pruebas, que buscan aproximarse a una forma más completa de inteligencia.